# Марк Помпоний Матон (консул)
Марк Помпо́ний Мато́н (лат. Marcus Pomponius Mathō; умер в 204 году до н. э.) — римский политический деятель и военачальник из плебейского рода Помпониев, консул 231 года до н. э. Участвовал в завоевании Сардинии и во Второй Пунической войне.

## Происхождение
Марк Помпоний принадлежал к плебейскому роду Помпониев, происходившему согласно поздним генеалогиям от Помпона — мифического сына второго царя Рима Нумы Помпилия (к Нуме возводили свои родословные также Пинарии, Кальпурнии и Эмилии). Согласно Капитолийским фастам, отец и дед Марка Помпония носили тот же преномен — Марк. Больше о них ничего не известно.
Братом Марка был Маний Помпоний Матон, консул 233 года до н. э.

## Биография
Первые упоминания о Марке Помпонии в сохранившихся источниках относятся к году его консулата — 231 году до н. э. Коллегой Матона был патриций Гай Папирий Мазон. В этот год сарды восстали против Рима, и Марк получил командование в этой войне. Известно, что он одержал победу и с успехом использовал собак, чтобы преследовать беглецов.
В 217 году до н. э., когда после поражения от карфагенян у Тразименского озера был избран диктатором Луций Ветурий Филон, предположительно именно этот Марк Помпоний стал начальником конницы. Впрочем, уже через две недели Филону и Матону пришлось сложить свои полномочия, так как выборы были признаны проведёнными неправильно. Вскоре Марк был избран претором (на 216 год до н. э.), причём во время выборов его не было в городе. По результатам жеребьёвки Матону выпало разбирать тяжбы между римлянами и иностранцами. Когда в Рим пришли известия о каннском разгроме, именно Марк Помпоний и его коллега Публий Фурий Фил созвали сенат, чтобы обсудить первоочередные меры.
В 215 году до н. э. Марк Помпоний в качестве пропретора управлял Цизальпийской Галлией. Его полномочия были продлены на следующий год. В конце 214 года до н. э. Матон действовал в Кампании и там передал своё войско преемнику, Публию Семпронию Тудитану.
Под 210 годом до н. э. Тит Ливий сообщает о смерти понтифика Марка Помпония Матона, а под 204 годом до н. э. — о смерти авгура и децемвира священнодействий с тем же именем. В каждом из этих случаев речь может идти о консуле 231 года до н. э. Если Матон входил одновременно в две жреческие коллегии, авгуров и децемвиров священнодействий, то это указывает на его выдающееся положение в составе римского нобилитета. Впрочем, есть гипотеза, что в 204 году до н. э. умер двоюродный брат Матона-консула — претор 217 года до н. э., носивший то же имя.

## Потомки
Известно, что к роду Помпониев принадлежала супруга Публия Корнелия Сципиона, консула 218 года до н. э. Предположительно она была дочерью либо племянницей Марка Помпония. Соответственно последний мог быть родным или двоюродным дедом Публия Корнелия Сципиона Африканского.